# SummerSlam (2006)
SummerSlam (2006) — щорічне pay-per-view шоу «SummerSlam», що проводиться федерацією реслінгу WWE. Шоу відбулося 20 серпня 2006 року в Ті-Ді-Гарден у Бостон, Массачусетс (США). Це було 19 шоу в історії «SummerSlam». Сім матчів відбулися під час шоу та ще один перед показом.